# 안가라 (로켓)

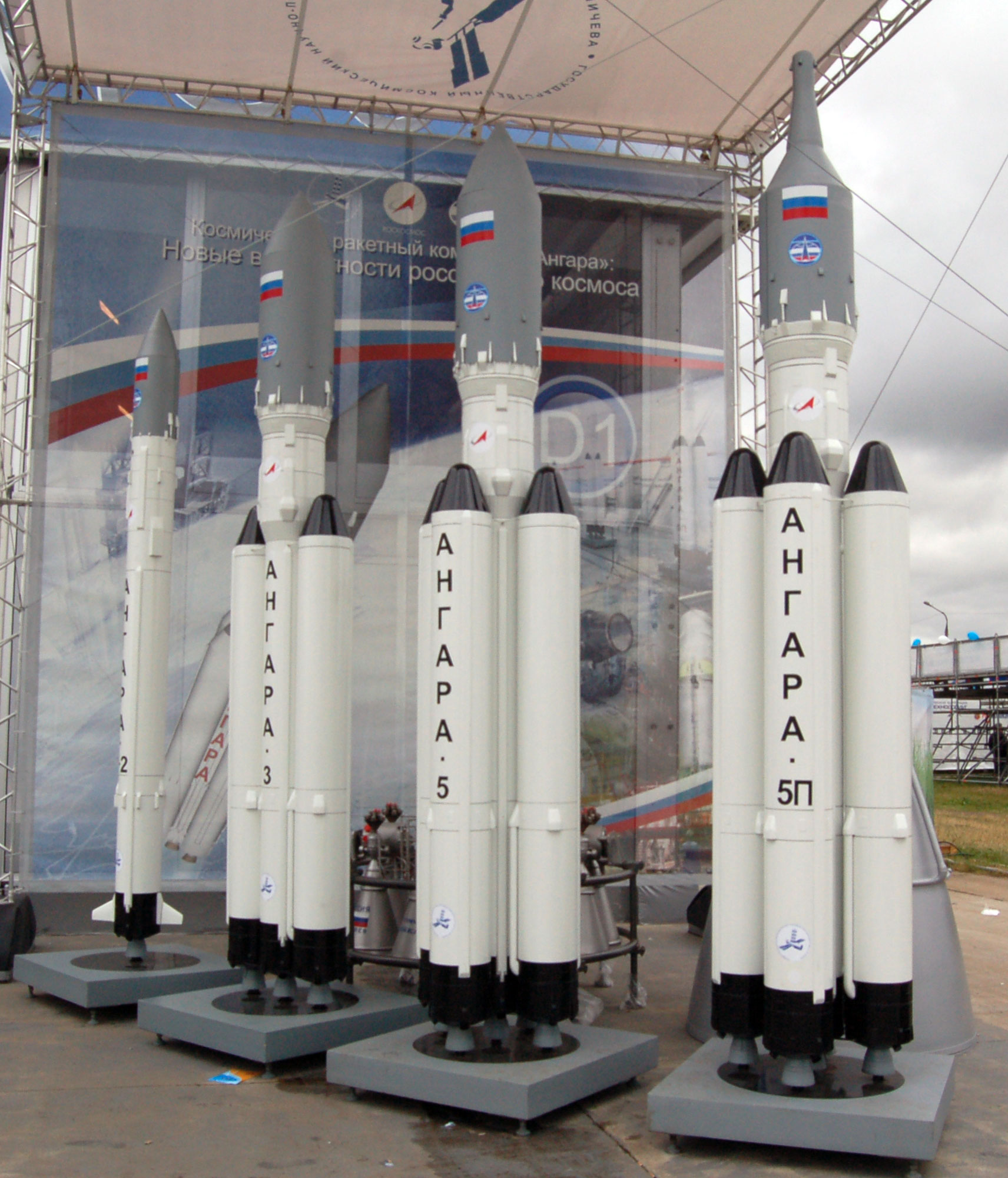
MAKS 2009에 전시된 안가라 로켓 모형

안가라(러시아어: Ангара, 영어: Angara)는 러시아의 흐루니체프사가 개발 중인 대형 로켓이다. 다양한 버전이 계획되어 있으며, 안가라 1.1과 1.2는 코스모스-3M, 싸이클론, 로콧을 대체할 것이다. 그리고, 안가라 3는 우크라이나의 제니트를, 안가라 5는 프로톤 로켓을 대체할 것이다.

## 역사
1991년 소련이 멸망하고, 1992년 러시아는 최신형 안가라 로켓을 개발 계획을 세웠으나, 경제난에 예산이 매우 부족하여, 외국의 협력을 기대했다. 한국만이 이에 참여했다.
안가라 1.1은 2013년 1월 30일 한국 나로우주센터에서 나로호로 발사되었으며, 러시아는 플레세츠크 우주기지 35번 발사장에서 2014년 7월 9일 안가라-1.2pp, 2014년 12월 23일 안가라 A5만 최초로 발사했다.

## 로켓 모듈

### URM-1
URM-1(범용 로켓 모듈, Universal Rocket Module)은 안가라 로켓의 1단과 부스터로 사용되는 모듈화된 액체 로켓이다. 안가라 1.1 로켓을 시작으로 안가라 1.2, 안가라 3A, 안가라 5A에 1단 로켓으로 사용될 예정이다. 모듈의 지름은 3 m, 길이 25 m로 산화제 탱크와 RP-1 연료 탱크, RD-191 엔진을 장착한다. 안가라 로켓에 사용될때는 각 모듈을 1, 3, 5개씩 묶어서 1단 로켓으로 사용한다.
당초 한국은 안가라 1.1인 나로호 사업을 통해, 러시아로부터 URM-1의 국내 생산을 계약했다. 그러나 미국 국무부가 방해를 하여, 러시아가 기술이전 계약을 일방 취소했다. 그러나 나로호 계열 RD-151, RD-191 엔진의 최저추력(30%)인 63.78톤과 비슷한 KARI 75톤급 로켓엔진의 국산화에 성공했다. 나로호 계열 RD-151, RD-191 엔진의 최대추력은 212.6톤(100%)인데, 한국은 KARI 75톤급 로켓엔진을 4개 묶어 300톤 추력으로 사용할 계획이다.

### URM-2
URM-2는 안가라 로켓의 2단에 사용된다. KBKhA RD-0124A 엔진을 사용한다. 액체산소/등유를 사용하는 추력 30톤 액체로켓인데, 한국은 URM-2 또는 RD-0124A 엔진이라고 모델명을 명시하지는 않았지만, KARI 30톤급 로켓엔진을 국산화하였다. 역시 액체산소/등유를 사용하는 추력 30톤 액체로켓이다. 그러나 최초발사도 한 적이 없으며, 앞으로 계획도 없다. 완제품을 국내에서 만들어, 러시아에 가져가 연소시험을 하였다.

### 3단 로켓
안가라 1.2는 3단 로켓이 없다. 안가라 A5의 경우, 지구 저궤도(LEO)에 위성을 발사할 때는 브리즈-M을 사용하지 않으며, 정지궤도위성을 GTO에 발사할 경우에 브리즈-M을 3단 로켓으로 사용한다. 브리즈-M은 현재 프로톤-M에 사용된다. 브리즈-M은 추력 2톤에 접촉점화성 추진제인 사산화 이질소(N2O4)와 UDMH를 사용하는데, 점차 극저온 연료를 사용하는 KVTK로 대체될 계획이다. KVTK는 추력 7톤에 액체수소와 액체산소를 사용하는 RD-0146D 엔진을 탑재했다.
한국은 극저온 연료인 액체산소를 사용하는 추력 7톤의 3단 로켓인 KARI 7톤급 로켓엔진을 개발했다. 역시 KVTK 또는 RD-0146D 엔진이라고 모델명을 명시하지는 않고 있다. 로켓 연료로 액체수소가 아니라 등유를 사용하고, 연소시간도 1,350초가 아니라 500초라는 것 등에서 러시아 KVTK와 다소 차이가 있다. 2016년 10월 5일, 목표시간인 502초 이상인 580초 동안 연소시험하는데 성공했다.

## 대한민국
2008년 9월 30일, 이명박 대통령이 모스크바 흐루니체프 우주센터를 방문, 네스테로프 우주센터장으로부터 안가라 1.1 로켓 모형을 선물받았다. 이명박 정부 임기말인 2013년 1월 30일, 3차 시도만에 나로우주센터에서 나로과학위성(STSAT-2C)을 나로호(KSLV-I)에 실어 지구 저궤도(근지점 고도300km, 원지점 고도 1,500 km)에 발사하는데 성공했다.
2016년 8월 9일, 한국항공우주연구원은 러시아의 로켓 업체인 국제발사체서비스(ILS)와 ‘앙가라 1.2’를 이용해 한국의 아리랑 6호를 2020년 러시아 플레세츠크 우주기지에서 발사하기로 계약했다고 밝혔다.

## 상세
러시아는 당초 계획을 변경, 2014년 안가라 1.2와 안가라 A5만 발사했다. 안가라 1.1은 2013년 한국에서 나로호로 발사했다.
| 종류                      | 안가라 1.1        | 안가라 1.2        | 안가라 A3         | 안가라 A5         | 안가라 A5/KVRB    |
| ------------------------- | ----------------- | ----------------- | ----------------- | ----------------- | ----------------- |
| 1단                       | 1xURM1, RD-191    | 1xURM1, RD-191    | 3xURM1, RD-191    | 5xURM1, RD-191    | 5xURM1, RD-191    |
| 2단                       | 브리즈-KM         | URM2, RD-0124A    | URM2, RD-0124A    | URM2, RD-0124A    | URM2, RD-0124A    |
| 3단 (LEO에는 쓰이지 않음) | --                | --                | 브리즈-M          | 브리즈-M          | 브리즈-M/KVTK     |
| 추력                      | 196 Mgf (1.92 MN) | 196 Mgf (1.92 MN) | 588 Mgf (5.77 MN) | 980 Mgf (9.61 MN) | 980 Mgf (9.61 MN) |
| 발사 중량                 | 149 t             | 171.5 t           | 478 t             | 773 t             | 790 t             |
| 높이 (최대)               | 34.9 m            | 41.5 m            | 45.8 m            | 55.4 m            | 64 m              |
| 유효 하중(LEO 200 km)     | 2 t               | 3.7 t             | 14.6 t            | 24.5 t            | 24.5 t            |
| 유효 하중(GTO)            | –-                | –-                | 2.4 t             | 5.4 t             | 6.6 t             |
| 유효 하중(GEO)            | –-                | –-                | –-                | 2.8 t             | 4 t               |

출처: www.spacelaunchreport.com

## 같이 보기
- 안가라-1.2pp